# Paracandidimonas caeni
Paracandidimonas caeni es una especie de bacteria gramnegativa del género Paracandidimonas. Fue descrita en el año 2019. Su etimología hace referencia a lodo. Es aerobia e inmóvil. Tiene un tamaño de 0,5-0,7 μm de ancho por 1,8-2 μm de largo. Forma colonias de color beige, circulares y convexas en agar R2A. Temperatura de crecimiento entre 15-42 °C, óptima de 30 °C. Catalasa y oxidasa negativas. Es sensible a los antibióticos: ampicilina y carbenicilina. Resistente a kanamicina, tetraciclina, gentamicina y neomicina. Tiene un genoma de 5,46 Mpb y un contenido de G+C de 56,8%. Se ha aislado de lodos activados en China.